# Football Club Lugano 2001-2002
Questa voce raccoglie le informazioni riguardanti il Football Club Lugano nelle competizioni ufficiali della stagione 2001-2002.

## Stagione
Nella stagione 2001-2002 il Lugano, allenato da Roberto Morinini, concluse il campionato di Lega Nazionale A al 2º posto. Il Lugano concluse il girone di play-off al 3º posto. In Champions League il Lugano fu eliminato al secondo turno dallo Šachtar.

## Rosa
| N. |                      | Ruolo | Calciatore               |
| -- | -------------------- | ----- | ------------------------ |
| 3  | Guinea (bandiera)    | D     | Mamadi Kaba              |
| 7  | Argentina (bandiera) | A     | Esteban Alberto González |
| 8  | Svizzera (bandiera)  | C     | Bruno Sutter             |
| 11 | Camerun (bandiera)   | A     | Achille Njanke           |
| 13 | Brasile (bandiera)   | C     | Caíco                    |
| 18 | Italia (bandiera)    | P     | Stefano Razzetti         |
| 30 | Svizzera (bandiera)  | P     | Daniel Passera           |
| 1  | Svizzera (bandiera)  | P     | Philipp Walker           |
| 4  | Svizzera (bandiera)  | D     | Olivier Biaggi           |
| 5  | Svizzera (bandiera)  | D     | Markus Brunner           |
| 2  | Svizzera (bandiera)  | D     | René Morf                |
| 24 | Svizzera (bandiera)  | D     | Dario Rota               |
| 6  | Svizzera (bandiera)  | D     | Régis Rothenbühler       |

| N. |                      | Ruolo | Calciatore         |
| -- | -------------------- | ----- | ------------------ |
| 26 | Svizzera (bandiera)  | D     | Rijat Shala        |
| 17 | Bulgaria (bandiera)  | D     | Zlatomir Zagorčić  |
| 15 | Argentina (bandiera) | C     | Sergio Bastida     |
| 16 | Svizzera (bandiera)  | C     | Fabrizio Bullo     |
| 20 | Svizzera (bandiera)  | C     | Raphaël Darbellay  |
| 12 | Benin (bandiera)     | C     | Alain Gaspoz       |
| 27 | Svizzera (bandiera)  | C     | Goran Grubesic     |
| 19 | Svizzera (bandiera)  | C     | Joël Magnin        |
| 14 | Italia (bandiera)    | C     | Marco Malgioglio   |
| 22 | Italia (bandiera)    | C     | Ludovic Moresi     |
| 28 | Israele (bandiera)   | A     | Roberto Colautti   |
| 10 | Argentina (bandiera) | A     | Julio Hernán Rossi |

## Organigramma societario
Area tecnica
- Allenatore:
- Allenatore in seconda:
- Preparatore dei portieri:
- Preparatori atletici:

## Calciomercato

### Sessione estiva
| Acquisti | Acquisti | Acquisti | Acquisti |
| R.       | Nome     | da       | Modalità |
| -------- | -------- | -------- | -------- |

| Cessioni | Cessioni | Cessioni | Cessioni |
| R.       | Nome     | a        | Modalità |
| -------- | -------- | -------- | -------- |

### Sessione invernale
| Acquisti | Acquisti | Acquisti | Acquisti |
| R.       | Nome     | da       | Modalità |
| -------- | -------- | -------- | -------- |

| Cessioni | Cessioni | Cessioni | Cessioni |
| R.       | Nome     | a        | Modalità |
| -------- | -------- | -------- | -------- |

## Risultati

### Lega Nazionale A

#### andata
| Arbitro: | Rogalla |

|           |           |           |
| Burri 69’ | Marcatori | 18’ Rossi |

| Arbitro: | Nobs |

|                                              |           |                                    |
| Bastida 14’ Magnin 31’, 64’ Giménez 34’, 41’ | Marcatori | 63’ (rig.) Núñez 67’, 71’ Ippoliti |

| Arbitro: | Etter |

|             |           |                       |
| Contini 16’ | Marcatori | 4’ Magnin 63’ Bastida |

| Arbitro: | Meier |

|  |           |            |
|  | Marcatori | 90’ M'Futi |

| Arbitro: | Salm |

|                   |           |  |
| Biaggi 30’ (aut.) | Marcatori |  |

| Arbitro: | Schoch |

|                         |           |           |
| Bastida 40’ (rig.), 53’ | Marcatori | 57’ Thiaw |

| Arbitro: | Schluchter |

|  |           |          |
|  | Marcatori | 7’ Rossi |

| Arbitro: | Beck |

|            |           |            |
| Magnin 85’ | Marcatori | 41’ Chihab |

| Arbitro: | Nobs |

|                                                   |           |           |
| Koumantarakis 11’ Giménez 13’, 52’, 89’ Yakın 68’ | Marcatori | 4’ Magnin |

| Arbitro: | Etter |

|                                  |           |           |
| Bastida 27’ Magnin 64’ Caíco 88’ | Marcatori | 23’ Barea |

| Arbitro: | Schluchter |

|                           |           |           |
| Okpala 14’, 22’ Gygax 90’ | Marcatori | 23’ Rossi |

#### ritorno
| Lugano 22 settembre 2001, ore 16:45 CEST 12ª giornata | Lugano | 0 – 0 referto | Young Boys | Stadio di Cornaredo (2 600 spett.)\| Arbitro: \| Meier \| |
| Arbitro:                                              | Meier  |               |            |                                                           |

| Arbitro: | Leuba |

|                                |           |                                          |
| Chapuisat 23’ Núñez 43’ (rig.) | Marcatori | 18’, 26’, 58’ Rossi 44’ Sutter 90’ Caíco |

| Arbitro: | Beck |

|                                                |           |  |
| Sutter 1’ Magnin 33’, 80’ Rossi 48’ Gaspoz 67’ | Marcatori |  |

| Arbitro: | Wildhaber |

|                                                        |           |  |
| Moreira 34’ (rig.), 47’ Ojong 67’ Vernaz 85’ Deumi 90’ | Marcatori |  |

| Arbitro: | Petignat |

|           |           |            |
| Rossi 36’ | Marcatori | 57’ Robert |

| Arbitro: | Meier |

|               |           |                       |
| Chaveriat 31’ | Marcatori | 61’ Gaspoz 90’ Magnin |

| Arbitro: | Schoch |

|            |           |             |
| Gaspoz 37’ | Marcatori | 48’ Mokoena |

| Arbitro: | Schmid |

|                              |           |                            |
| Kavelashvili 16’ Quentin 61’ | Marcatori | 13’, 45’ Rossi 38’ Bastida |

| Arbitro: | Leuba |

|                  |           |                             |
| Rothenbühler 90’ | Marcatori | 13’ Koumantarakis 84’ Yakın |

| Arbitro: | Nobs |

|           |           |                                 |
| Atouba 4’ | Marcatori | 62’ Sutter 76’ Biaggi 81’ Rossi |

| Arbitro: | Rogalla |

|                    |           |  |
| Bastida 47’ (rig.) | Marcatori |  |

### Play-off

#### andata
| Arbitro: | Wildhaber |

|                     |           |                                                        |
| Sutter 4’ Rossi 70’ | Marcatori | 43’ Yakın 44’ Koumantarakis 69’ Yakın 71’, 83’ Giménez |

| Arbitro: | Schoch |

|             |           |  |
| Londono 62’ | Marcatori |  |

| Arbitro: | Leuba |

|            |           |  |
| Biaggi 88’ | Marcatori |  |

| Arbitro: | Meier |

|                       |           |                     |
| Bastida 49’ Rossi 63’ | Marcatori | 84’ (rig.) Sermeter |

| Arbitro: | Rogalla |

|           |           |                                       |
| Akgül 19’ | Marcatori | 11’ Biaggi 14’, 89’ Rossi 40’ Bastida |

| San Gallo 23 marzo 2002, ore 16:45 CET 6ª giornata | San Gallo | 0 – 0 referto | Lugano | Stadio Espenmoos (9 300 spett.)\| Arbitro: \| Nobs \| |
| Arbitro:                                           | Nobs      |               |        |                                                       |

| Arbitro: | Salm |

|                      |           |  |
| Biaggi 33’ Rossi 69’ | Marcatori |  |

#### ritorno
| Arbitro: | Drabek |

|  |           |                |
|  | Marcatori | 19’, 90’ Rossi |

| Arbitro: | Schoch |

|           |           |  |
| Rossi 24’ | Marcatori |  |

| Arbitro: | Meier |

|                                 |           |                        |
| Berisha 13’ Descloux 17’ (rig.) | Marcatori | 60’ Bastida 87’ Gaspoz |

| Arbitro: | Beck |

|                              |           |  |
| Bastida 19’ Rossi 85’ (rig.) | Marcatori |  |

| Arbitro: | Wildhaber |

|                       |           |            |
| Núñez 79’ Cabanas 90’ | Marcatori | 63’ Magnin |

| Arbitro: | Rogalla |

|           |           |                                    |
| Magnin 9’ | Marcatori | 30’ Lonfat 35’ Michkov 90’ Marcelo |

| Arbitro: | Petignat |

|                                             |           |                           |
| Giménez 7’ Cantaluppi 23’ Ergić 79’ Tum 85’ | Marcatori | 20’, 48’ Magnin 70’ Rossi |

### Champions League

#### Fase di qualificazione
| Arbitro: | Olsen |

|                                       |           |  |
| Bacharev 21’ Tymoščuk 57’ Vorobej 65’ | Marcatori |  |

| Arbitro: | Roca |

|                      |           |              |
| Gaspoz 53’ Rossi 66’ | Marcatori | 13’ Aghahowa |

## Statistiche

### Statistiche di squadra
| Competizione     | Punti | In casa | In casa | In casa | In casa | In casa | In casa | In trasferta | In trasferta | In trasferta | In trasferta | In trasferta | In trasferta | Totale | Totale | Totale | Totale | Totale | Totale | DR |
| Competizione     | Punti | G       | V       | N       | P       | Gf      | Gs      | G            | V            | N            | P            | Gf           | Gs           | G      | V      | N      | P      | Gf     | Gs     | DR |
| ---------------- | ----- | ------- | ------- | ------- | ------- | ------- | ------- | ------------ | ------------ | ------------ | ------------ | ------------ | ------------ | ------ | ------ | ------ | ------ | ------ | ------ | -- |
| Lega Nazionale A | 38    | 11      | 5       | 4       | 2       | 20      | 11      | 11           | 6            | 1            | 4            | 19           | 22           | 22     | 11     | 5      | 6      | 39     | 33     | +6 |
| Play-off         | -     | 7       | 5       | 0       | 2       | 11      | 9       | 7            | 2            | 2            | 3            | 12           | 10           | 14     | 7      | 2      | 5      | 23     | 19     | +4 |
| Champions League | -     | 1       | 1       | 0       | 0       | 2       | 1       | 1            | 0            | 0            | 1            | 0            | 3            | 2      | 1      | 0      | 1      | 2      | 4      | -2 |
| Totale           | 38    | 19      | 11      | 4       | 4       | 33      | 21      | 19           | 8            | 3            | 8            | 31           | 35           | 38     | 19     | 7      | 12     | 64     | 56     | +8 |

### Andamento in campionato
| Giornata  | 1 | 2 | 3 | 4 | 5 | 6 | 7 | 8 | 9 | 10 | 11 | 12 | 13 | 14 | 15 | 16 | 17 | 18 | 19 | 20 | 21 | 22 |
| --------- | - | - | - | - | - | - | - | - | - | -- | -- | -- | -- | -- | -- | -- | -- | -- | -- | -- | -- | -- |
| Luogo     | T | C | T | C | T | C | T | C | T | C  | T  | C  | T  | C  | T  | C  | T  | C  | T  | C  | T  | C  |
| Risultato | N | V | V | P | P | V | V | N | P | V  | P  | N  | V  | V  | P  | N  | V  | N  | V  | P  | V  | V  |
| Posizione | 5 | 3 | 1 | 4 | 6 | 5 | 3 | 3 | 6 | 3  | 8  | 7  | 5  | 2  | 4  | 5  | 4  | 5  | 3  | 5  | 3  | 2  |

Legenda:

Luogo: C = Casa; T = Trasferta. Risultato: V = Vittoria; N = Pareggio; P = Sconfitta.

### Statistiche dei giocatori
| Giocatore       | Lega Nazionale A | Lega Nazionale A | Lega Nazionale A | Lega Nazionale A | Champions League Qual. | Champions League Qual. | Champions League Qual. | Champions League Qual. | Totale   | Totale | Totale      | Totale     |
| Giocatore       | Presenze         | Reti             | Ammonizioni      | Espulsioni       | Presenze               | Reti                   | Ammonizioni            | Espulsioni             | Presenze | Reti   | Ammonizioni | Espulsioni |
| --------------- | ---------------- | ---------------- | ---------------- | ---------------- | ---------------------- | ---------------------- | ---------------------- | ---------------------- | -------- | ------ | ----------- | ---------- |
| S. Bastida      | 21               | 7                | 4                | 0                | 2                      | 0                      | 0                      | 0                      | 23       | 7      | 4           | 0          |
| O. Biaggi       | 19               | 1                | 2                | 2                | 2                      | 0                      | 1                      | 0                      | 21       | 1      | 3           | 2          |
| M. Brunner      | 15               | 0                | 3                | 0                | 1                      | 0                      | 0                      | 0                      | 16       | 0      | 3           | 0          |
| F. Bullo        | 16               | 0                | 4                | 0                | 2                      | 0                      | 1                      | 0                      | 18       | 0      | 5           | 0          |
| C. Caíco        | 17               | 2                | 4                | 0                | 2                      | 0                      | 0                      | 0                      | 19       | 2      | 4           | 0          |
| R. Colautti     | 9                | 0                | 2                | 0                | 0                      | 0                      | 0                      | 0                      | 9        | 0      | 2           | 0          |
| R. Darbellay    | 2                | 0                | 0                | 0                | 0                      | 0                      | 0                      | 0                      | 2        | 0      | 0           | 0          |
| A. Gaspoz       | 20               | 3                | 7                | 0                | 2                      | 1                      | 1                      | 0                      | 22       | 4      | 8           | 0          |
| C. Giménez      | 3                | 2                | 0                | 0                | 0                      | 0                      | 0                      | 0                      | 3        | 2      | 0           | 0          |
| E. González     | 4                | 0                | 0                | 0                | 0                      | 0                      | 0                      | 0                      | 4        | 0      | 0           | 0          |
| G. Grubesic     | 2                | 0                | 0                | 0                | 1                      | 0                      | 0                      | 0                      | 3        | 0      | 0           | 0          |
| M. Kaba         | 2                | 0                | 0                | 0                | 2                      | 0                      | 0                      | 0                      | 4        | 0      | 0           | 0          |
| B. Lubamba      | 3                | 0                | 0                | 0                | 0                      | 0                      | 0                      | 0                      | 3        | 0      | 0           | 0          |
| J. Magnin       | 18               | 9                | 3                | 2                | 2                      | 0                      | 2                      | 0                      | 20       | 9      | 5           | 2          |
| L. Magnin       | 19               | 0                | 3                | 2                | 2                      | 0                      | 0                      | 0                      | 21       | 0      | 3           | 2          |
| M. Malgioglio   | 0                | 0                | 0                | 0                | 0                      | 0                      | 0                      | 0                      | 0        | 0      | 0           | 0          |
| L. Moresi       | 10               | 0                | 2                | 0                | 0                      | 0                      | 0                      | 0                      | 10       | 0      | 2           | 0          |
| R. Morf         | 15               | 0                | 4                | 0                | 0                      | 0                      | 0                      | 0                      | 15       | 0      | 4           | 0          |
| A. Muff         | 12               | 0                | 3                | 0                | 1                      | 0                      | 0                      | 0                      | 13       | 0      | 3           | 0          |
| A. Njanke       | 0                | 0                | 0                | 0                | 0                      | 0                      | 0                      | 0                      | 0        | 0      | 0           | 0          |
| D. Passera      | 0                | 0                | 0                | 0                | 0                      | 0                      | 0                      | 0                      | 0        | 0      | 0           | 0          |
| S. Razzetti     | 21               | 0                | 1                | 1                | 2                      | 0                      | 0                      | 0                      | 23       | 0      | 1           | 1          |
| J. Rossi        | 21               | 11               | 4                | 0                | 2                      | 1                      | 0                      | 0                      | 23       | 12     | 4           | 0          |
| D. Rota         | 19               | 0                | 4                | 0                | 2                      | 0                      | 1                      | 1                      | 21       | 0      | 5           | 1          |
| R. Rothenbühler | 12               | 1                | 1                | 0                | 1                      | 0                      | 0                      | 0                      | 13       | 1      | 1           | 0          |
| R. Shala        | 2                | 0                | 1                | 0                | 0                      | 0                      | 0                      | 0                      | 2        | 0      | 1           | 0          |
| B. Sutter       | 13               | 3                | 1                | 0                | 1                      | 0                      | 0                      | 0                      | 14       | 3      | 1           | 0          |
| P. Walker       | 2                | 0                | 0                | 0                | 0                      | 0                      | 0                      | 0                      | 2        | 0      | 0           | 0          |
| Z. Zagorčić     | 15               | 0                | 6                | 0                | 1                      | 0                      | 0                      | 0                      | 16       | 0      | 6           | 0          |